# Volkswagen Vento

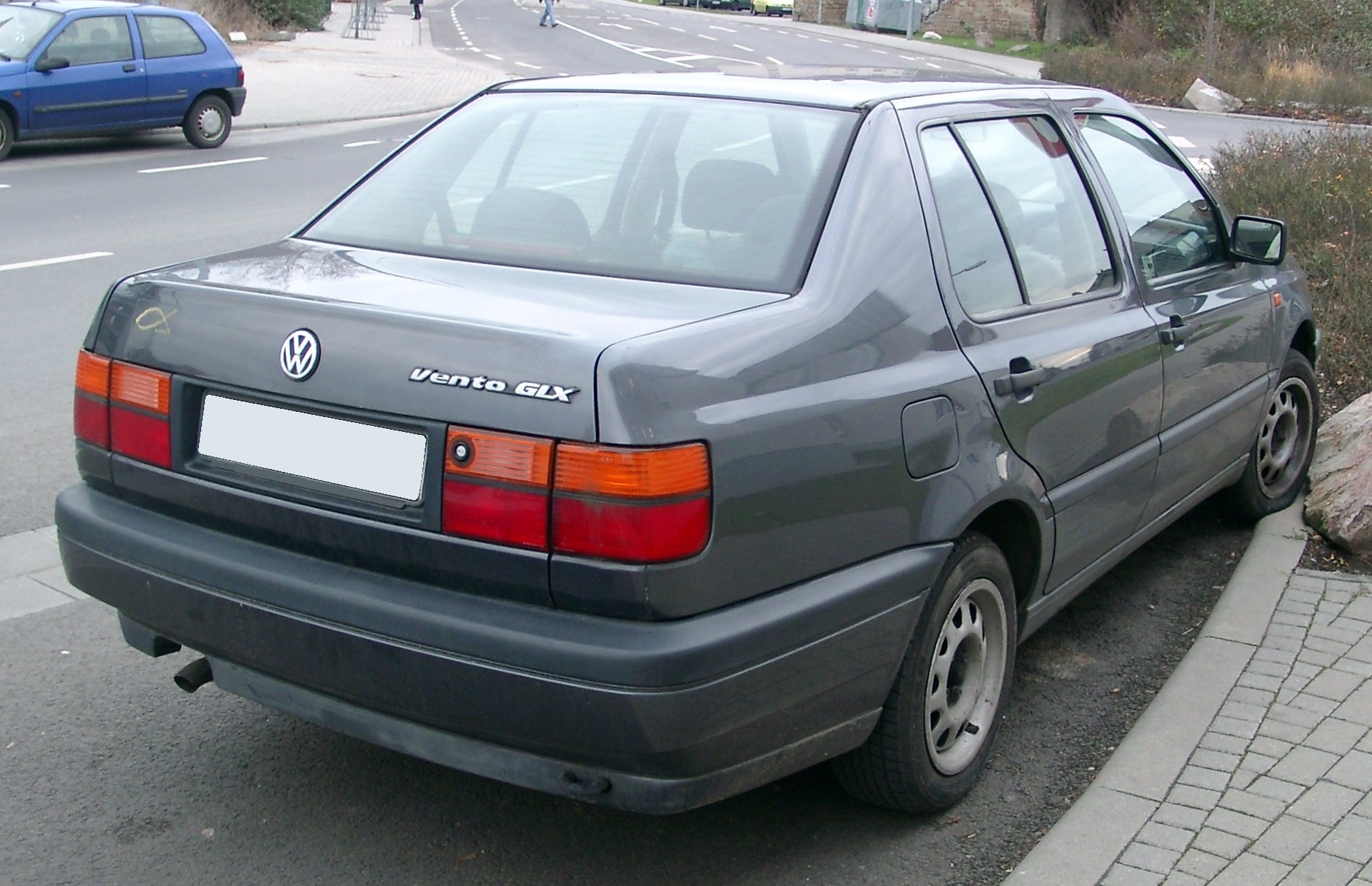
1992–1999 Volkswagen Vento

Vento és un cotxe subcompacte produït per Volkswagen India, la filial del fabricant d'automòbils alemany Volkswagen, des de 2010. Es tracta essencialment d'un cotxe de tres quadres Volkswagen Polo amb una distància entre eixos allargada i ha estat desenvolupat especialment per al mercat indi; també es ven a Malàisia, Brunei i Mèxic (amb el nom Vento) i a Tailàndia, Sud-àfrica, Argentina, Rússia, Jordània, Tunísia i els Emirats Àrabs Units (com a Polo Sedan).
Volkswagen Vento va ser el nom comercial de la tercera generació de Volkswagen Jetta (1992–1999) a Europa. La cinquena- i sisena generació de Jetta va ser anomenada Vento a Argentina i Uruguai, ja que "yeta" significava "mala sort" o "malastrugança".